# 김세현 (조선귀족)
김세현(金世顯, 1895년 9월 17일 ~ 1945년 4월 7일)은 일제강점기의 조선귀족이다. 본관은 안동이며 본적은 경성부 숭인동이다. 다른 이름으로 김세원(金世元)이 있으며 남작 김종한의 양손자이다.

## 생애
1915년 11월 30일 일본 정부로부터 종5위에 서위되었으며 나중에 정5위에 서위되었다. 1928년 11월 16일 일본 정부로부터 쇼와 대례 기념장을 받았으며 1932년 12월 15일 자신의 할아버지였던 김종한이 받은 남작 작위를 승계받았다. 1939년 11월 조선유도연합회 평의원으로 선임되었으며 1940년 11월 10일 일본 기원 2600년 축전에 초대받은 것을 계기로 일본 정부로부터 기원 2600년 축전 기념장을 받으면서 정4위에 서위되었다.
친일파 708인 명단의 조선귀족 부문, 민족문제연구소의 친일인명사전 수록자 명단의 수작/습작 부문, 친일반민족행위진상규명위원회가 발표한 친일반민족행위 705인 명단에 포함되었다.

## 참고자료
- 친일반민족행위진상규명위원회 (2009). 〈김세현〉. 《친일반민족행위진상규명 보고서 Ⅳ-3》. 서울. 111~115쪽.